# Притворщик
«Притворщик» (англ. The Pretender) — фантастический телесериал. Впервые показан в сентябре 1996 года, окончен в мае 2000. Насчитывает 4 сезона с общим числом серий 86.

## Сюжет
Среди нас есть Притворщики. Гении, способные стать любым, кем они захотят.
В 1963 корпорация под названием Центр изолировала юного Притворщика по имени Джарод и использовала его неординарные способности в своих целях.
Но однажды их Притворщик сбежал…
Джарод является гением, его главная способность в том, что он может примерить на себя любую существующую человеческую профессию, будь то врач, сантехник или даже военный. В каждой серии Джарод, примеряя на себя ту или иную профессию, помогает людям в их бедах, несмотря на то, что его тщетно пытаются найти сотрудники Центра.

## В ролях
| Актёр          | Роль                        |                          |
| -------------- | --------------------------- | ------------------------ |
| Майкл Ти Вейсс | Джарод                      | (86 эпизодов, 1996—2000) |
| Андреа Паркер  | мисс Паркер / Кэтрин Паркер | (86 эпизодов, 1996—2000) |
| Патрик Бошо    | Сидней / Джейкоб            | (86 эпизодов, 1996—2000) |
| Джон Гриз      | Брутс                       | (67 эпизодов, 1996—2000) |
| Джеймс Дэнтон  | мистер Лайл                 | (36 эпизодов, 1997—2000) |
| Ричард Маркус  | мистер Рейнс                | (45 эпизодов, 1996—2000) |
| Пол Диллон     | Анжело                      | (23 эпизода, 1997—2000)  |
| Харви Преснелл | мистер Паркер               | (31 эпизод, 1997—2000)   |

## Производство
Прототипом персонажа Джарода, вдохновившим сценаристов сериала (но не послужившим основой для сюжета), послужил американец Фердинанд Уолдо Демара (1921—1982), на протяжении многих лет выдававший себя под вымышленными именами за инженера, полицейского, психолога, бенедиктинского монаха, хирурга Канадского Королевского флота (ни один из пациентов которого не умер в результате операции), заместителя начальника тюрьмы в Техасе и других.
После того как Демара продал своё жизнеописание журналу The Life и история его перевоплощений стала известной широкой публике, американский беллетрист Роберт Крайтон написал о нём две книги, по одной из которых сняли художественный фильм «Великий самозванец» (1961), главную роль в котором сыграл Тони Кёртис.
Когда авторы сериала Стивен Лонг Митчелл и Крейг Ван Сикл представили телекомпании NBC пилотную серию, руководство компании не было в восторге от идеи и сомневалось в целесообразности выпуска сериала. Однако тестирование на целевой аудитории показало результаты, превысившие показатели пилотных эпизодов всех сериалов со времён «Бонанза», выпущенного почти на полвека раньше.

## Продолжение сериала
После завершения сериала на NBC канал TNT Network выпустил два телефильма по мотивам «Притворщика»:
- 22 января 2001 Притворщик 2001 (англ. «The Pretender 2001»)
- 10 декабря 2001 Притворщик: Остров призраков (англ. «The Pretender: Island of the Haunted»)

Ни в одном из них не ставится точка в судьбе Джарода. В 2008 году Крейг ван Сикль заявил, что он и Митчелл готовы создать логическое завершение истории «Притворщика», если в этом будет заинтересована телекомпания.